# Vorstendom Lippe
Het vorstendom Lippe was van 1798 tot 1918  een historisch vorstendom in Duitsland. Het vorstendom was gelegen tussen de Wezer en het zuidoostelijke deel van het Teutoburgerwoud.

## Geschiedenis

### Voorgeschiedenis

#### Graafschap Lippe-Detmold
Van 1627 tot 1671 waren het ambt Schwalenberg en Biesterfeld in bezit van de weduwe van Simon VII van Lippe-Detmold. Met het prinsbisdom Paderborn was er van 1640 tot 1788 een geschil over Sternberg. Het in 1640 geërfde aandeel aan het graafschap Schaumburg moet in 1643 overgelaten worden aan Lippe-Alverdissen.
Een verdere versplintering dreigt: de broers van graaf Simon Lodewijk eisen een aandeel op. Van 1648 tot 1652 is het graafschap Sternberg als paragium in het bezit van de broers Johan Bernhard en Herman Adolf. In 1671 komen het ambt Schwalenberg met Biesterfeld en Weissenfeld aan een derde broer, Joost Herman. Deze gebieden blijven echter onder het gezag van de regering in Detmold. Deze graven bezitten wel lagere rechten in hun gebieden.
In 1686 worden ten gevolge van het huwelijk van Simon Hendrik met Amalia van Dohna de stadjes Vianen en Ameide met bijbehorend gebied geërfd. Deze twee worden in 1725 verkocht aan de Staten van Holland.
Als in 1709 de lijn Lippe-Brake uitsterft, ontstaan er tussen de twee overgebleven takken tot 1748 twisten over de erfenis. Lippe-Alverdissen bezit van 1709 tot 1798 Schieder uit deze nalatenschap.

#### Vorstendom Lippe-Detmold
De graven worden in 1720 in de rijksvorstenstand verheven, maar voeren deze titel pas na 1789.
Van 1733 tot 1781 is het ambt Sternberg verpand aan het keurvorstendom Hannover. Van de zijtak Lippe-Biesterfeld splitst zich in 1736 nog weer een tak Lippe-Weissenfeld af. In 1762 worden de bezittingen van Lippe-Biesterfeld en Lippe-Weissenfeld door Lippe-Detmold gekocht, zodat Sternberg en Schwalenberg weer volledig in het graafschap zijn opgenomen. Beide zijtakken krijgen een apanage. In 1777/89 doet Schaumburg-Lippe (voormalige tak Lippe-Alverdissen) afstand van het ambt Schieder.

### Vorstendom Lippe
In 1789 betaalt hij voor de adelsbrief die door keizer Karel VI aan zijn grootvader Simon Hendrik Adolf was verleend en waarmee hij in de rijksvorstenstand werd verheven. Vanaf nu was hij dus de eerste juridische vorst van Lippe.. Ook na de opheffing van het Heilige Roomse Rijk in 1806 is het gebied van Lippe nog niet uitgekristalliseerd. Een volgende twist tussen de twee takken is over het ambt Blomberg: Schaumburg-Lippe maakt van 1806 tot 1838 aanspraken op dit ambt. Daarentegen wordt de situatie rond het graafschap Schwalenberg, een condominium waarin het aandeel van Lippe driekwart is, genormaliseerd. In 1808 wordt het graafschap Schwalenberg verdeeld, waarbij het ambt Schwalenberg aan Lippe komt en de ambten Oldenburg en Stopelberg aan het koninkrijk Westfalen. De laatste is rechtsopvolger van het prinsbisdom Paderborn. Als in 1812 het Paragial-ambt Alverdissen wordt gekocht van Schaumburg-Lippe is de unificatie compleet: Schaumburg-Lippe is geheel beperkt tot het voormalige graafschap Schaumburg en alle rechten in het graafschap Lippe zijn aan Lippe-Detmold gekomen.
Het vorstendom Lippe ontkomt aan de mediatisering en wordt onder vorst Leopold II op 8 april 1807 lid van de Rijnbond en op 8 juni 1815 lid van de Duitse Bond.
In 1850 wordt het aandeel in Lippstadt afgestaan aan het koninkrijk Pruisen
Bij de Reichsgründung van 1871 treedt Lippe onder Leopold III tot het Duitse Keizerrijk toe.
Met de dood van vorst Woldemar in 1895 komt het eind van de dynastie in zicht. Zijn opvolger Alexander is onbekwaam en er volgt een strijd om het regentschap en de opvolging tussen de hoofden van een tweetal zijtakken: graaf Ernst van Lippe-Biesterfeld en vorst George van Schaumburg-Lippe. Het regentschap alsmede het recht van opvolging komt ondanks tegenstand van de keizer in 1897 aan graaf Ernst die in 1904 overleed en werd opgevolgd door zijn zoon graaf Leopold. Na de dood van vorst Alexander op 25 oktober 1905 bestijgt deze als Leopold IV de troon.

## Vorsten van Lippe
- 1789-1802: Leopold I (1767-1802)
- 1802-1851: Leopold II (1800-1851)
  - 1802-1820: Pauline van Anhalt-Bernburg (regentes; 1769-1820)
- 1851-1875: Leopold III (1821-1875)
- 1875-1895: Woldemar (1824-1895)
- 1895-1905: Alexander (1831-1905)
  - 1895-1897: Adolf van Schaumburg-Lippe (regent; 1859-1916)
  - 1897-1904: Ernst van Lippe-Biesterfeld (regent; 1842-1904)
  - 1904-1905: Leopold van Lippe-Biesterfeld (regent; 1871-1949)
- 1905-1918: Leopold IV (1871-1949)